# Chupe
Le chupe est une soupe typique de l'Amérique du Sud, dont la recette varie d'un pays à l'autre, mais dont les origines remontent probablement à l'empire Inca.

## Versions régionales

### Pérou
Au Pérou, en particulier à Arequipa, le chupe est une soupe très consistante qui se mange avec une grande cuiller en s'aidant d'une fourchette et d'un couteau pour couper les morceaux de viande ou décortiquer les crevettes. Ce plat se prépare avec du bœuf, de l'agneau, du poulet, ainsi que des tripes de la charcuterie, et parfois avec des crevettes et des poissons (chupe de viernes). Il comporte aussi beaucoup de légumes et céréales tels, entre autres, que haricots, semoule, céleri, poireaux, navets, carottes, avoine, maïs, blé. Certaines de ces préparations sont très épicées, notamment avec du piment. La pomme de terre est toujours présente dans le chupe de différentes façons, y compris sous forme de chuño, qu'il soit blanc ou noir.
La ville d'Arequipa a traditionnellement un chupe différent pour chaque jour de la semaine, ainsi le lundi, c'est le chaque de tripas, le mardi le chayro, le mercredi la chochoca, le jeudi la timpusca et la mazamorra negra ou mazamorra de chuño negro pour le vendredi. Cependant, ce ne sont pas les seuls chupes qui se cuisinent à Arequipa, il en existe beaucoup d'autres comme le caldo blanco ou caldo de lomos, le pebre, le timpo de rabos, le puchero, l'alocrado, le rachi de panza et encore d'autres qui se préparent durant les fins de semaine, pour les occasions spéciales ou les jours de fête.
Par exemple, pour le vendredi saint on prépare le chupe de viernes qui ne comprend pas de viande rouge, mais du poisson et des fruits de mer, du lait, des œufs, des cecina de poisson, ají, de la pomme de terre et beaucoup de légumes. Pour le dimanche de Pâques, on prépare le caldo de Pascua, avec différentes sortes de viande. Les dimanches et jours fériés, on mange l'adobo de chancho, très tôt le matin après une nuit de célébrations. Le chupe de camarones, à base de crevettes, est un plat qui s'est diffusé en dehors d'Arequipa et même au-delà des frontières du Pérou.

### Chili
Il s'agit d'une préparation à base de pain trempé dans du lait ou de l'eau, avec des oignons, assaisonnée à volonté, et un ingrédient principal qui peut être constitué de fruits de mer et crustacés, de légumes ou autres préalablement cuits al dente, qui se détachent dans la bouillie de pain. On la fait gratiner au four dans des tasses en terre cuite et on la sert très chaude, presque bouillante.

### Panama
Il s'agit d'une soupe de poisson ou de crevettes d'eau douce, qui comprend aussi des légumes, de la coriandre, de l'igname ou de la pomme de terre, des œufs, du sel, de l'oignon et du lait selon le goût recherché. Elle se sert bien chaude.